# Bera Nordal
Bera Persson Nordal, född 25 september 1954 i Reykjavik, är en isländsk-svensk museichef.
Nordal är filosofie kandidat i konstvetenskap från Lunds universitet och Master of Arts från Courtauld Institute of Art i London, där hon även under två år bedrivit forskarstudier. Hon var chef för Islands konstmuseum 1987–1997, för Malmö konsthall 1997–2002 och för Nordiska akvarellmuseet i Skärhamn sedan 2002.  Hon ingick 2009 äktenskap med musikskribenten Lennart Persson, som avled samma år.